# Gründau
Gründau è un comune tedesco di 14 780 abitanti situato nel land dell'Assia.